# La donna è mobile
La donna è mobile [la ˈdɔnna ɛ ˈmɔːbile] (La mujer es voluble) es una canción compuesta por Giuseppe Verdi (1850) e interpretada por una gran variedad de cantantes y que pertenece a la ópera de Verdi Rigoletto y que a su vez pertenece al subgénero de la ópera, Aria. Es una de las arias más famosas de la lírica universal, compuesta en el último momento por Giuseppe Verdi ante la exigencia de un tenor que necesitaba un aria de lucimiento en el último acto de Rigoletto. "La donna è mobile" es la canción que el duque de Mantua (tenor) entona en el tercer y último acto de la ópera. Su texto desarrolla algunos versos de Victor Hugo en El rey se divierte (Le roi s'amuse) que él mismo habría extraído del rey Francisco I.
Es una de las arias de ópera más populares debido a su facilidad de memorización y a su acompañamiento bailable. Además de aparecer en distintas series y películas conocidas. Se cuenta que Verdi prohibió la difusión hasta el estreno en el teatro La Fenice de Venecia, para preservar el efecto sorpresa.
Esta canción, quizá la más célebre de Giuseppe Verdi, ha sido interpretada por todos los tenores de relevancia desde su estreno, entre ellos: Enrico Caruso, Miguel Fleta, Beniamino Gigli, Jussi Björling, Giuseppe Di Stefano, Franco Corelli, Fritz Wunderlich, Nicolai Gedda, Carlo Bergonzi, Plácido Domingo, Alfredo Kraus, Roberto Alagna, Luciano Pavarotti, Alfredo Sadel, José Carreras, Juan Diego Flórez, Andrea Bocelli, Enrique Gil, Jonas Kaufmann etc.

## Letra

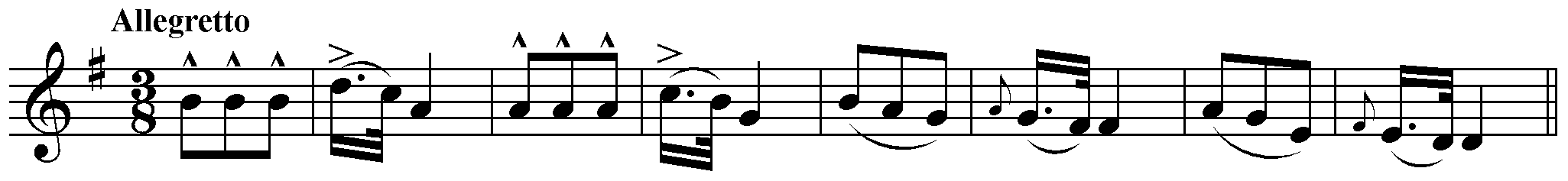
Primera frase de La donna è mobile

|                                                      | La donna è mobile Enrico Caruso interpretando La donna è mobile (1908) |
| ¿Problemas al reproducir este archivo?               |                                                                        |
| La donna è mobile                                    |                                                                        |
|                                                      |                                                                        |
| Enrico Caruso interpretando La donna è mobile (1908) |                                                                        |

| La donna è mobile                                    |
|                                                      |
| Enrico Caruso interpretando La donna è mobile (1908) |

| La donna è mobile qual piuma al vento muta d'accento e di pensiero. Sempre un amabile leggiadro viso, in pianto o in riso è menzognero. La donna è mobil qual piuma al vento muta d'accento e di pensier e di pensier. È sempre misero chi a lei s'affida chi le confida mal cauto il core! Pur mai non sentesi felice appieno chi su quel seno non liba amore! La donna è mobil; qual piuma al vento muta d'accento e di pensier e di pensier! | La mujer es voluble cual pluma al viento cambia de acento y de pensamiento. Siempre su amable agraciado rostro en llanto o en risa es engañoso. La mujer es voluble cual pluma al viento, cambia de acento y de pensamiento. y de pensamiento y de pensamiento. Siempre es desgraciado quien en ella confía quien le entrega incauto el corazón! ¡Pero aun así no se siente plenamente feliz quien de su pecho no beba amor! ¡La mujer es cambiante cual pluma al viento, cambia de acento y de pensar y de pensar! |

## Grabaciones
Numerosos han sido los tenores que han grabado esta aria, aparte de las interpretaciones en las versiones íntegras de las óperas. Como grabación de excepcional calidad, La discoteca ideal de música clásica señala la de Enrico Caruso (1903, recital) por PEARL.